# Comuna Mezîn, Korop
Mezîn (în ucraineană Мезин) este o comună în raionul Korop, regiunea Cernihiv, Ucraina, formată din satele Kurîlivka și Mezîn (reședința).

## Demografie
Componența lingvistică a comunei Mezîn
     Ucraineană (98,7%)
     Rusă (1,3%)
Conform recensământului din 2001, majoritatea populației comunei Mezîn era vorbitoare de ucraineană (98,7%), existând în minoritate și vorbitori de rusă (1,3%).